# Nina Bang
Nina Henriette Wendeline Bang, født Ellinger (6. oktober 1866 i Kastellet, København – 25. marts 1928 i København) var en dansk politiker og undervisningsminister for Socialdemokratiet, historiker, socialist og marxist. Hun var Danmarks første kvindelige minister og verdens første kvindelige minister i en parlamentarisk regering. Nina Bang var søster til H.O.G. Ellinger, men de delte ingenlunde politisk anskuelse.
I 1999 på 75-års dagen hendes udpegning som minister blev Nina Bang-Prisen indstiftet. Den er siden blev uddelt årligt til en ung, lovende kvindelig politiker.

## Liv
Hun blev født i Kastellet i København i et konservativt miljø som datter af musikdirektør og krigsråd Ellinger. Hendes forældre var stabshornblæser, krigsråd Heinrich August David Ellinger (1826-1914) og Charlotte Ida Friedericke Preuss (1834-1883). Hun blev gift i marts 1895 med politiker og historiker Gustav Bang, der fra 1901 og til sin død i 1915 sad i Socialdemokratiets hovedbestyrelse, parret fik datteren Merete i 1903.
Efter studentereksamen erhvervede Bang en magistergrad i historie.
I 1906 udgav hun værket Tabeller over Skibsfart og Varetransport gennem Øresund 1497-1660, udarbejdede efter de bevarede Regnskaber over Øresundstolden som af Erik Arup blev kaldt et arbejde af "fremragende videnskabelig Værd".
Hun blev politisk interesseret og begyndte at skrive i Social-Demokraten. 1913-18 var hun socialdemokratisk medlem af Københavns Borgerrepræsentation. Hun blev den første kvindelige minister i Danmarkshistorien, da hun blev undervisningsminister i Staunings regering 1924-26 (Alexandra Kollontai blev i 1919 den første i verden som medlem af den sovjetiske regering). Ved hendes død i 1928 bemærkede det tyske blad Vorwärts om hende: "Endelig et mandfolk". Nina Bang blev begravet på Bispebjerg Kirkegård.
Omtales i bogen Det 20. århundrede - De 100 mest betydningsfulde personer i Danmark redigeret af Connie Hedegaard og Claus Hagen Petersen.

## Ekstern henvisning
- Nina Bang på gravsted.dk
- Nina Bang i Dansk Kvindebiografisk Leksikon på Lex.dk, tidl. Kvinfo.dk
- Biografi i Leksikon for d. 21. århundrede

- Wikimedia Commons har flere filer relateret til Nina Bang